# Fort William, Indien

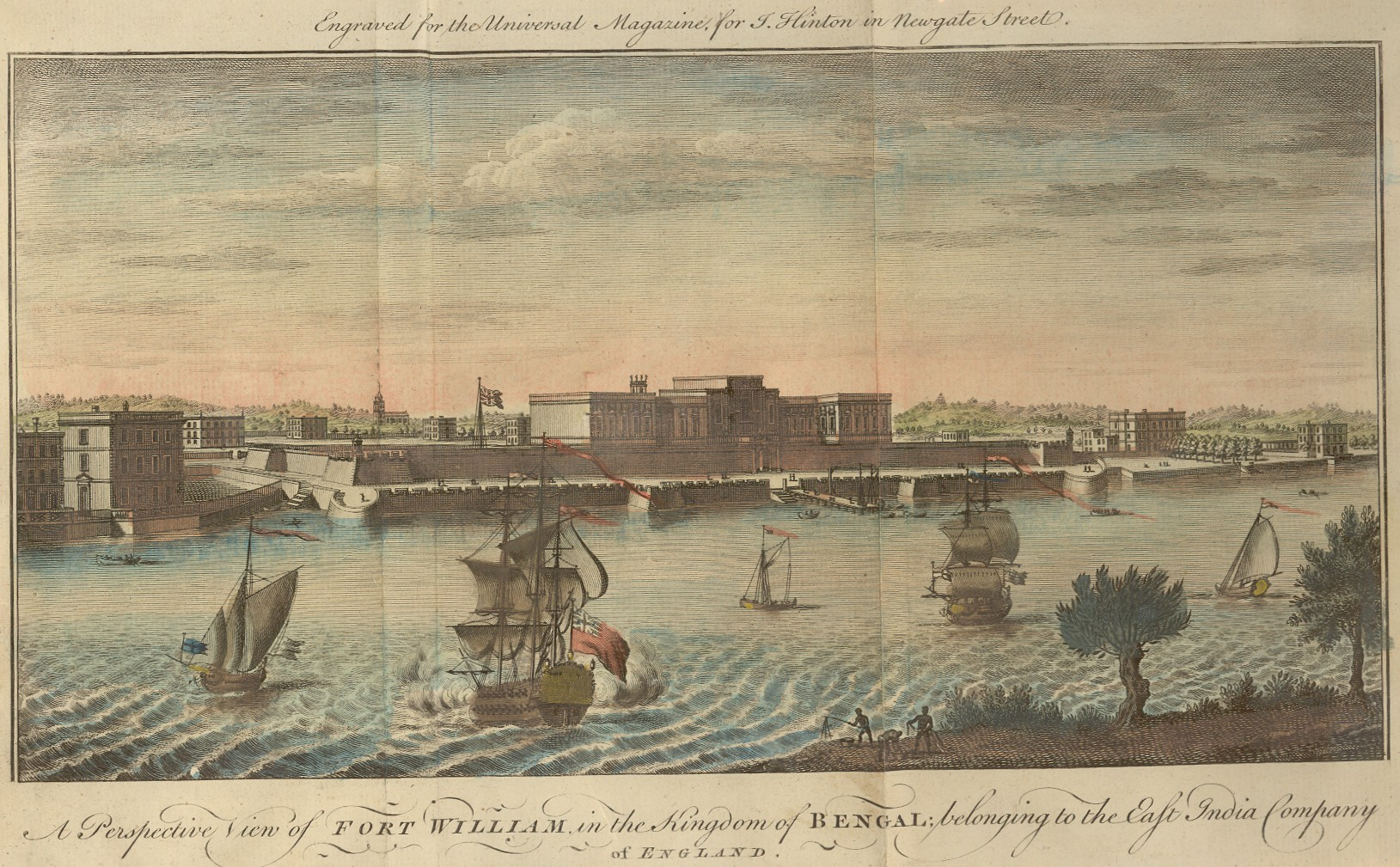
Fort William.

Fort William var Ostindiska kompaniets centralbefästning i Indien. Den uppfördes i Govindpore nära Calcutta på 1700-talet. 